# Lancashire
Pour les articles homonymes, voir Lancashire (homonymie) et Lancastre (homonymie).
Ne doit pas être confondu avec Lanarkshire.
Le Lancashire /ˈlæŋkəʃə(ɹ)/, ou Lancastre, parfois abrégé Lancs, est un comté en Angleterre. Le nom de l'ancienne ville principale du comté est Lancastre. Le chef-lieu actuel est Preston.

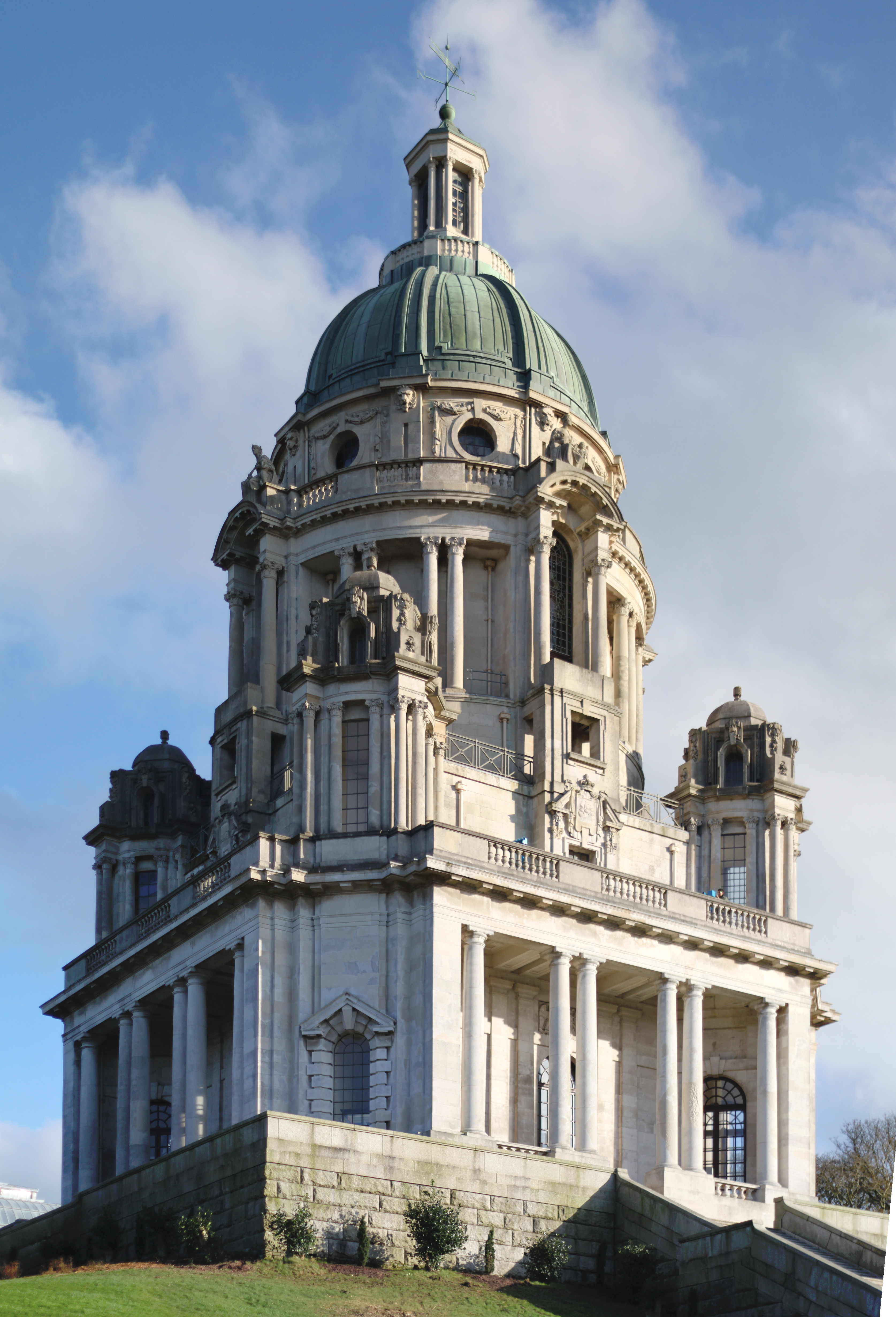
Le mémorial Ashton à Lancaster

Jusqu'en 1974, Liverpool et Manchester faisaient partie du comté, jusqu'à ce que le Local Government Act 1972 crée les comtés de Merseyside et du Grand Manchester, comtés métropolitains. De même, jusqu'en 1974, la péninsule de Furness et une partie du Lake District constituaient une exclave du comté appelée « Lancashire Beyond the Sands », jusqu'à ce que ce même acte de 1972 crée le comté de Cumbria. Aucun de ces trois comtés ne fait plus partie du comté cérémonial.
Le symbole du Lancashire est la rose rouge, emblème de la maison de Lancastre. Elle figure notamment sur le drapeau du Lancashire, reconnu par le Flag Institute en 2008.

## Division administrative
1. West Lancashire
2. Chorley
3. South Ribble
4. Fylde
5. Preston
6. Wyre
7. Lancastre
8. Ribble Valley
9. Pendle
10. Burnley
11. Rossendale
12. Hyndburn
13. Blackpool (Autorité unitaire)
14. Blackburn et Darwen (Autorité unitaire)

## Historique

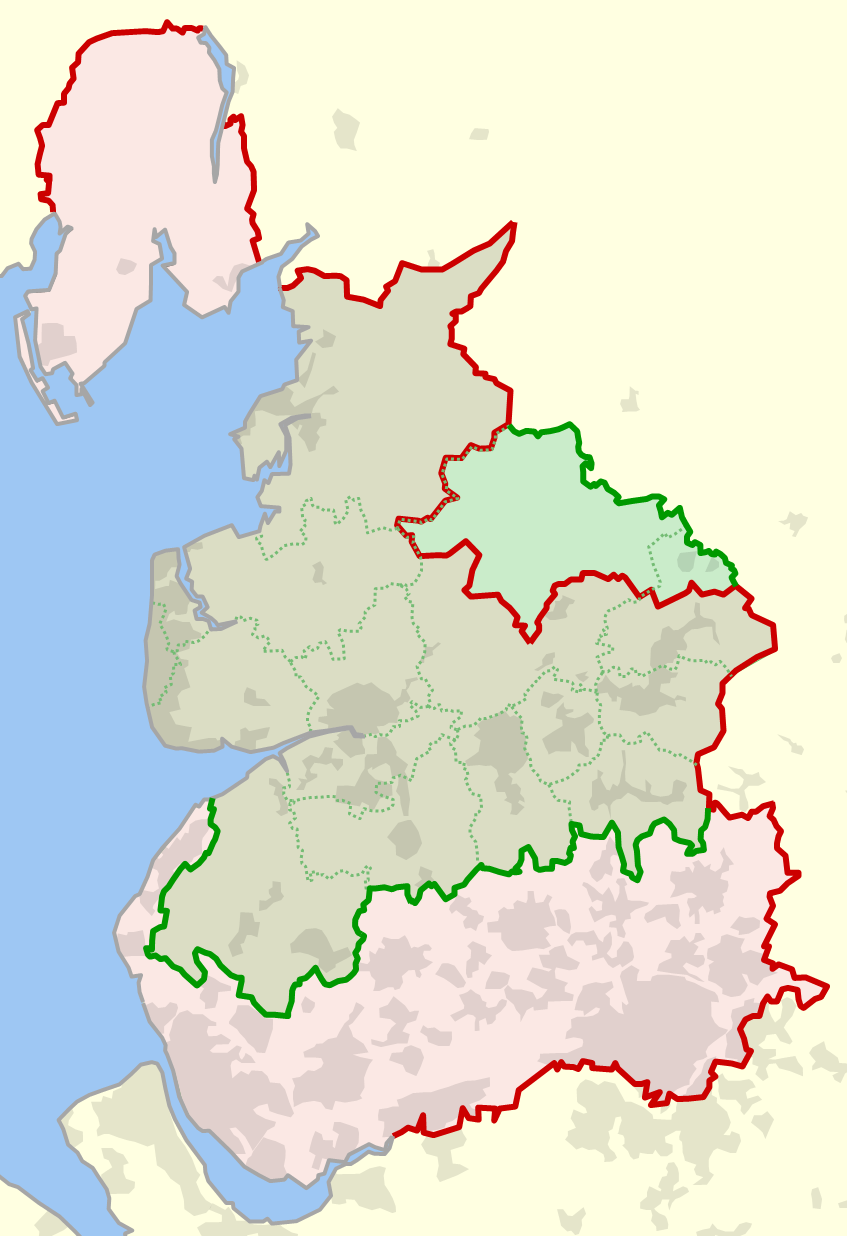
Evolution géographique du Lancashire (du Comté palatin aux limites actuelles.

Le paysagiste William Sawrey Gilpin  (1761/62 - 4 avril 1843)  a travaillé dans le parc de Shaw Hill à Whittle-le-Woods.